# Gabriel Leyva Velázquez, Salvador Alvarado
Gabriel Leyva Velázquez är en ort i Mexiko.   Den ligger i kommunen Salvador Alvarado och delstaten Sinaloa, i den västra delen av landet, 1 100 km nordväst om huvudstaden Mexico City. Gabriel Leyva Velázquez ligger 32 meter över havet och antalet invånare är 776.
Terrängen runt Gabriel Leyva Velázquez är platt. Runt Gabriel Leyva Velázquez är det ganska glesbefolkat, med 43 invånare per kvadratkilometer. Närmaste större samhälle är Guamúchil, 12,0 km öster om Gabriel Leyva Velázquez. Trakten runt Gabriel Leyva Velázquez består till största delen av jordbruksmark.